# Karl von Greyerz

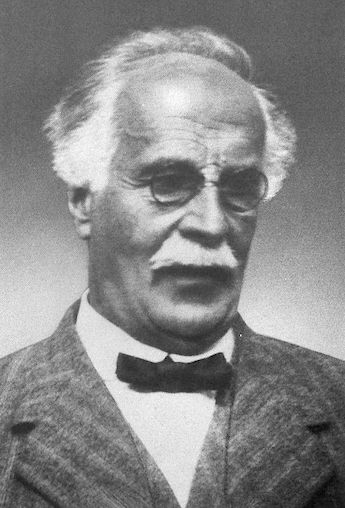
Porträt von Karl von Greyerz, gedruckt als Titelbild eines Dokuments, das bei der Trauerfeier in Bern am 26. September 1949 verteilt wurde.

Hans Karl Walter von Greyerz (* 7. Februar 1870 in Bern; † 22. September 1949 in Bern) war ein Schweizer Pfarrer reformierter Konfession, religiöser Sozialist und Kirchenlieddichter.
Er war der Urenkel des Naturforschers Georg Forster, Sohn des Pfarrers Otto Wilhelm Aimé von Greyerz (1829–1882) und von dessen Ehefrau Pauline Luise Locher (1838–1873). Der Schriftsteller Otto von Greyerz war sein Bruder. Er wurde nach einem Studium der Theologie in Basel, Jena, Bern, Berlin und Paris 1895 Pfarrer in Bürglen (Gemeinde Aegerten bei Biel), 1902 in Winterthur, 1912 in Kandergrund und 1918 an der Johanneskirche in Bern, wo er bis 1935 blieb. Nach dem Ersten Weltkrieg vertrat er einen kirchlichen Antimilitarismus und kämpfte für die Einführung eines Zivildienstes.

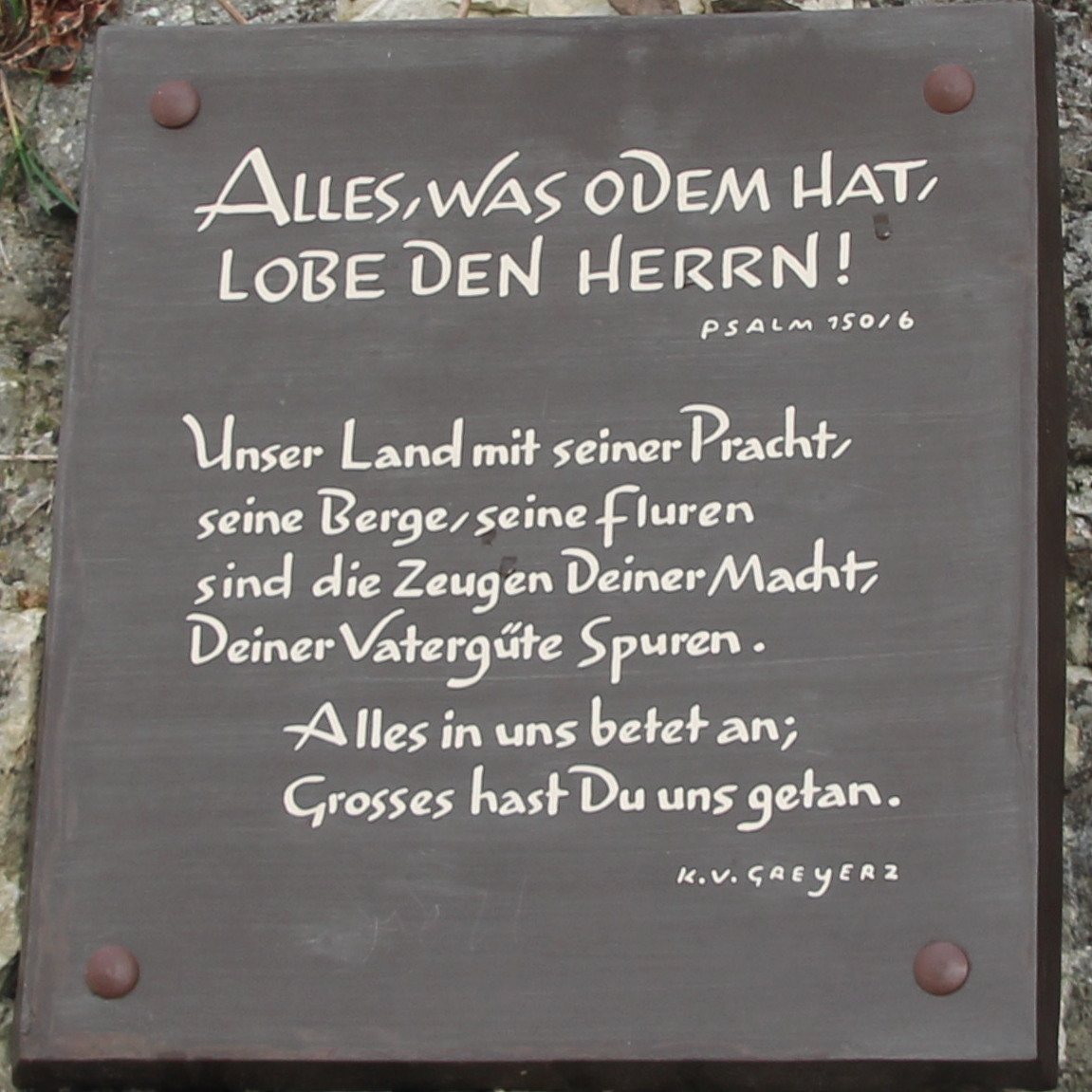
Tafel am Rheinfall.

Karl von Greyerz schuf eine pazifistische Version des Chorals «Grosser Gott, wir loben dich», die unter der Nummer 518 im Gesangbuch der Evangelisch-reformierten Kirchen der deutschsprachigen Schweiz und unter der Nummer 729 im Gebet- und Gesangbuch der Christkatholischen Kirche der Schweiz steht.